# Moskovits Adolf-palota
A nagyváradi Moskovits Adolf-palota műemlék épület Romániában, Bihar megyében. A romániai műemlékek jegyzékében a BH-II-m-B-01028 sorszámon szerepel.

## Leírása
A Szent László tér (románul Piata Unirii, azaz Egyesülés tér) és a Zöldfa utca (Str. Vasile Alecsandri) sarkán áll.

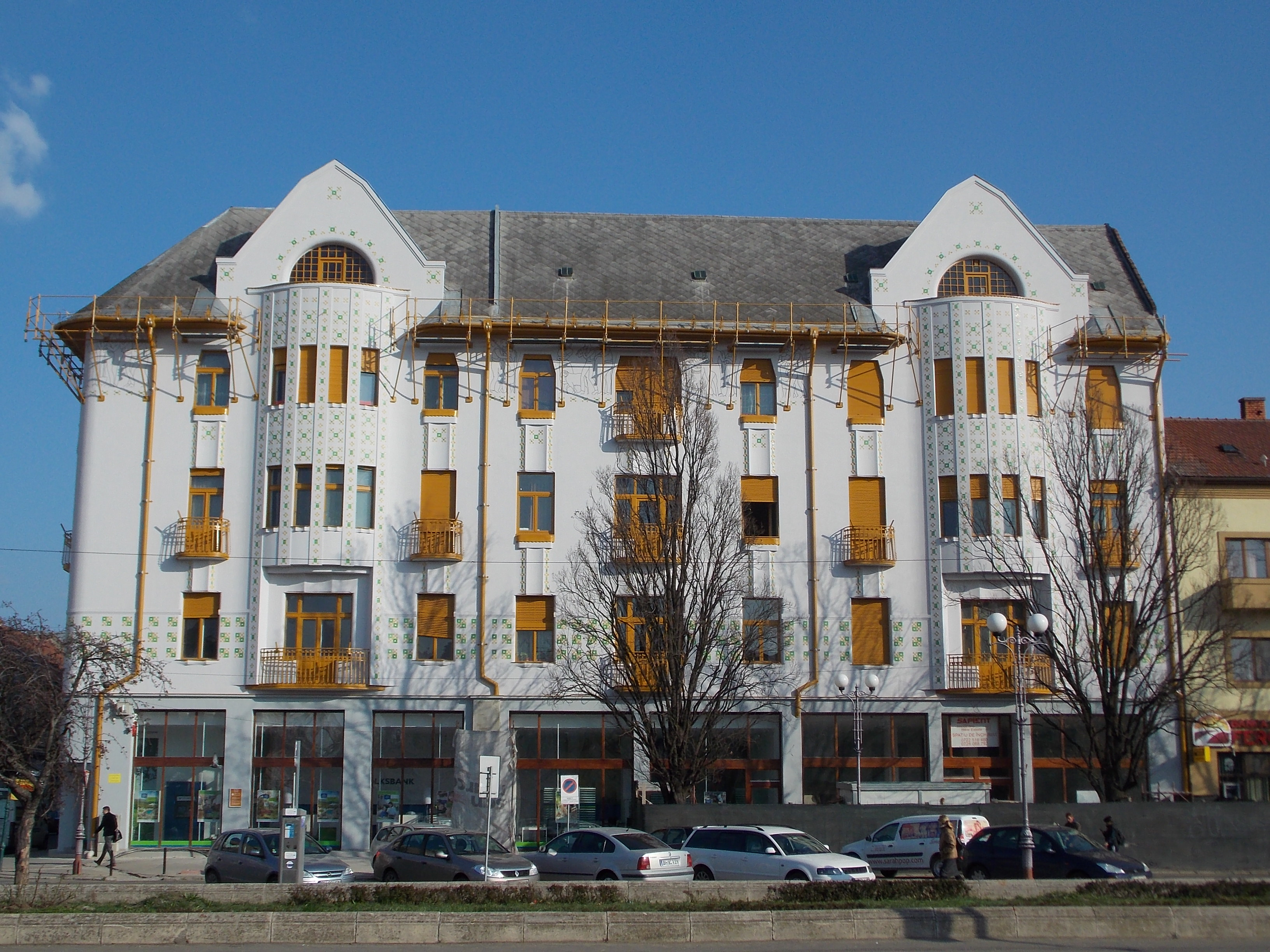